# 木村清
木村 清（きむら きよし、1952年4月19日 - ）は、日本の実業家。株式会社喜代村代表取締役。

## 略歴
1952年4月19日、千葉県東葛飾郡関宿町（現：野田市）生まれ。1968年3月に野田市立木間ヶ瀬中学校を卒業し、同年4月、航空自衛隊第4術科学校生徒隊に入った。
木村は戦闘機パイロットになりたいと希望していたが、パイロット養成課程である航空自衛隊航空操縦学生の採用試験を受験するには高校卒業資格が必要であった。木村は、1970年に大学入学資格検定に合格して高校卒業資格を得て、航空操縦学生採用試験の受験資格を満たした。
しかし、航空自衛隊に入って3年が過ぎた1971年に交通事故に遭って目を患ったことで航空操縦学生採用試験を受験することを断念し、1974年に航空自衛隊を退職した。
航空自衛隊在職中に中央大学法学部通信教育課程に入学しており、1979年3月に卒業。航空自衛隊を退職した後は、司法試験合格を目指していた。
百科事典のセールスマンや、そろばん講師、焼き芋屋、日焼けサロン店店長、アサヒビールの売り子など職を転々とし、1974年に大洋漁業（現・マルハニチロ）の子会社である「新洋商事」に入社。当初は3か月のアルバイトで辞めるつもりであったが、魚の目玉目当てに司法試験を断念し入社した。新洋商事で魚の仲買人となり、築地市場で多くの取引先を持つようになる。
1979年6月に新洋商事を退職し独立。喜代村の前身となる木村商店を創業した。木村商店で弁当屋、カラオケ店、レンタルビデオ店などを経営し、1985年に喜代村を設立。しかし、バブル崩壊に伴い全ての事業を清算。手元に残った300万円と、築地時代（新洋商事時代）のコネを活用し、寿司店「喜よ寿司」を開店。2001年4月に築地場外に日本初の年中無休・24時間営業の寿司店「すしざんまい本店」を開店した。

## その他
- 「すしざんまいの木村社長」と紹介されることが多いが、「すしざんまい」は喜代村が運営する寿司店の屋号であり、役職名としては「喜代村の木村社長」が正しい。
- 築地市場の初競り日（1月4日または5日）に最高級マグロを競り落とすことが恒例となっている。競り落としたマグロは「すしざんまい」全店で通常価格で提供される。市場が豊洲に移転して初めての初競りとなった2019年1月5日には、史上最高値となる1本3億3360万円で落札し、話題になった[9]。しかし、2021年の初競りをもって「一番マグロ」の競りに参加しないことを表明した。なお、豊洲市場で二番目に高値で取引される「二番マグロ」の競りには参加しており、2022年の初競りでは大間産・173キロを1,038万円で落札している[10]。
- マグロ解体のパフォーマンスとして自ら包丁を入れ解体ショーを行うが、寿司職人ではないため寿司は握れない。
- メディアへの登場頻度が高く、自らが「すしざんまい」の広告塔になりテレビコマーシャル(CM)に出演している。テレビ番組では「突然ですが占ってもいいですか?」などにも出演している[11]。
- 幼いころから顔が良く、ピアノも弾けたというが、音痴のため歌は歌わせないほうがいい、という[要出典]。

## テレビ出演
- 日経スペシャル ガイアの夜明け マグロを確保せよ！ ～価格高騰で食卓ピンチ～（2006年10月3日、テレビ東京）[12]。- マグロの獲得最前線を取材。
- 日経スペシャル カンブリア宮殿 逆境を乗り越えるのは行動力だ！（2009年11月2日、テレビ東京）[13]

## CM出演
- LIFULL(2023年)[14][注釈 5]

## 書籍

### 著書
- 『マグロ大王 木村清 ダメだと思った時が夜明け前』（2016年4月1日、講談社）ISBN 9784062194655

### 漫画
- 異世界すしざんまい マグロ大王木村社長、食を通じて異世界改革！（原作：すずの木くろ、監修：喜代村（すしざんまい）、漫画：鷹野やわらか、『ミステリーボニータ』2025年4月号[15] - ） - 木村を主人公とした漫画[15]。

## MV出演
- 仙台貨物「開運ざんまい」(2021年)[16][注釈 6]